# Cima (motorfiets)
Cima is een Italiaans historisch merk van motorfietsen.
De bedrijfsnaam was: Ing. P. Cima & Fratello, Torino
Vader en zoon Cima begonnen in 1924 met de productie van motorfietsen. Daarvoor bouwden ze zelf frames, maar ze kochten Britse inbouwmotor bij Burney & Blackburne. Dat waren 247- en 347cc-viertaktmotoren, zowel zij- als kopkleppers. De productie werd in 1927 beëindigd.